# 山村佑樹
山村 佑樹（やまむら ゆうき、1990年8月1日 - ）は、神奈川県川崎市出身の元サッカー選手。ポジションは主にフォワード（FW）。

## 来歴
小学校1年生（7歳）時にサッカーを始める。
横浜F・マリノスなどのジュニアユースからも声がかかったが中学生時からFC東京の下部組織へ加入。丸山浩司コーチからウルグアイのFWルベン・ソサにプレースタイルが似ていると指摘され、以後ルーベンと呼ばれるようになった。同期は2トップを組んだ岩渕良太や、三田啓貴、藤原広太朗、山崎侑輝、井上亮太、畑尾大翔、平野又三、六平光成、宮澤勇樹など。
2009年、岩渕、三田と共に明治大学に進学しサッカー部に所属。関東大学リーグ1部では通算38試合出場23得点を記録し、神川明彦監督からは様々な得点パターンを持つ点を高く評価され「スナイパー」と形容された。
2012年8月より水戸ホーリーホックの特別指定選手として登録され、登録後の初出場となったJ2第27節山形戦で早速得点を挙げた。同年9月、翌年からの水戸への加入内定が発表された。
2013年は鈴木隆行との2トップで出場を続けつつ、サイドハーフにも配された。
2014年は開幕直後の練習試合で左アキレス腱を断裂し、長期離脱を強いられた。同年9月、復帰戦となった J2第31節福岡戦で決勝点を挙げた。
2016年1月14日、自動車を運転してい最中に交通事故に遭う（追突される）がケガは無し。同年シーズンは出場機会こそ減ったが、同年11月6日のファジアーノ岡山戦で決めたゴールが、11月のJ2月間ベストゴール賞を受賞している。
2018年より栃木シティFCに加入すると発表された。
同年シーズンには、関東サッカーリーグ1部ベストイレブンに選出される活躍を見せた。
2024年をもって現役を引退。引退後は栃木シティFCのU-18コーチに就任。

## 所属クラブ
ユース経歴
- 四谷フットボールクラブ
  - 川崎フロンターレサッカースクール[3]
- 2003年 - 2005年 FC東京U-15 / FC東京U-15深川[注 2]
- 2006年 - 2008年 FC東京U-18 (神奈川県立大師高等学校[23])
- 2009年 - 2012年 明治大学体育会サッカー部
  - 2012年  水戸ホーリーホック (特別指定選手)

プロ経歴
- 2013年 - 2017年  水戸ホーリーホック
- 2018年 - 2024年  栃木ウーヴァFC/栃木シティFC

## 個人成績
| 国内大会個人成績 | 国内大会個人成績 | 国内大会個人成績 | 国内大会個人成績 | 国内大会個人成績 | 国内大会個人成績 | 国内大会個人成績 | 国内大会個人成績 | 国内大会個人成績 | 国内大会個人成績 | 国内大会個人成績 | 国内大会個人成績 |
| 年度             | クラブ           | 背番号           | リーグ           | リーグ戦         | リーグ戦         | リーグ杯         | リーグ杯         | オープン杯       | オープン杯       | 期間通算         | 期間通算         |
| 年度             | クラブ           | 背番号           | リーグ           | 出場             | 得点             | 出場             | 得点             | 出場             | 得点             | 出場             | 得点             |
| 日本             | 日本             | 日本             | 日本             | リーグ戦         | リーグ戦         | リーグ杯         | リーグ杯         | 天皇杯           | 天皇杯           | 期間通算         | 期間通算         |
| ---------------- | ---------------- | ---------------- | ---------------- | ---------------- | ---------------- | ---------------- | ---------------- | ---------------- | ---------------- | ---------------- | ---------------- |
| 2009             | 明大             | 22               | -                | -                | -                | -                | -                | 2                | 1                | 2                | 1                |
| 2012             | 水戸             | 29               | J2               | 5                | 1                | -                | -                | -                | -                | 5                | 1                |
| 2013             | 水戸             | 19               | J2               | 36               | 4                | -                | -                | 2                | 0                | 38               | 4                |
| 2014             | 水戸             | 19               | J2               | 10               | 2                | -                | -                | 0                | 0                | 10               | 2                |
| 2015             | 水戸             | 19               | J2               | 30               | 1                | -                | -                | 3                | 0                | 33               | 1                |
| 2016             | 水戸             | 19               | J2               | 16               | 2                | -                | -                | 2                | 1                | 18               | 3                |
| 2017             | 水戸             | 19               | J2               | 5                | 1                | -                | -                | 1                | 0                | 6                | 1                |
| 2018             | 栃木U /栃木C     | 9                | 関東1部          | 18               | 13               | -                | -                | -                | -                | 18               | 13               |
| 2019             | 栃木U /栃木C     | 9                | 関東1部          | 18               | 6                | -                | -                | 1                | 0                | 19               | 6                |
| 2020             | 栃木U /栃木C     | 9                | 関東1部          | 7                | 3                | -                | -                | 0                | 0                | 7                | 3                |
| 2021             | 栃木U /栃木C     | 9                | 関東1部          | 21               | 5                | -                | -                | 1                | 0                | 22               | 5                |
| 2022             | 栃木U /栃木C     | 9                | 関東1部          | 10               | 5                | -                | -                | -                | -                | 10               | 5                |
| 2023             | 栃木U /栃木C     | 9                | 関東1部          | 17               | 12               | -                | -                | 1                | 1                | 18               | 13               |
| 2024             | 栃木U /栃木C     | 9                | JFL              | 4                | 1                | -                | -                | 0                | 0                | 4                | 1                |
| 通算             | 日本             | 日本             | J2               | 102              | 11               | -                | -                | 8                | 1                | 110              | 12               |
| 通算             | 日本             | 日本             | JFL              | 4                | 1                | -                | -                | 0                | 0                | 4                | 1                |
| 通算             | 日本             | 日本             | 関東1部          | 91               | 44               | -                | -                | 3                | 1                | 94               | 45               |
| 通算             | 日本             | 日本             | 他               | -                | -                | -                | -                | 2                | 1                | 2                | 1                |
| 総通算           | 総通算           | 総通算           | 総通算           | 197              | 56               | -                | -                | 13               | 3                | 210              | 62               |

- 2012年は特別指定選手
- 2012年8月5日：Jリーグ初出場・初得点 - J2第27節 vsモンテディオ山形 (ケーズデンキスタジアム水戸)

## タイトル

### チーム
FC東京U-15 / FC東京U-15深川
- 日本クラブユースサッカー選手権 (U-15)大会 (2003年)

FC東京U-18
- イギョラカップ (2006年)
- サニックス杯国際ユースサッカー大会 (2007年)
- Jリーグユース選手権大会 (2007年)
- 関東プリンスリーグ (2008年)
- 日本クラブユースサッカー選手権 (U-18)大会 (2008年)

明治大学体育会サッカー部
- 東京都サッカートーナメント (2009年)
- 全日本大学サッカー選手権大会 (2009年)
- 関東大学サッカーリーグ戦 2010年

### 個人
- 関東サッカーリーグ1部 得点王(2023年)
- 関東サッカーリーグ1部 ベストイレブン (2023年)

## 指導歴
- 2025年 - 栃木シティFCU-18 コーチ